# Asura marginata
Asura marginata är en fjärilsart som beskrevs av Walker 1864. Asura marginata ingår i släktet Asura och familjen björnspinnare. Inga underarter finns listade i Catalogue of Life.